# Bob the Butler
Bob the Butler is een komische familiefilm uit 2005 onder regie van Gary Sinyor, met in de hoofdrollen Tom Green en Brooke Shields.

## Verhaal
Bob Tree is een prutser die alfabetisch door de Gouden Gids bladert om banen te kiezen, maar keer op keer verpest hij het. In de sectie "B" is hij ondertussen bij "Butler" beland en dus volgt hij een bedenkelijke spoedcursus bij de ietwat vreemde Mr. Butler. Bob wordt aangeworven door de gespannen carrièrevrouw Anne Jamieson, maar moet eigenlijk vooral het huishouden doen en op haar twee verwende kinderen Bates en Tess passen. Aanvankelijk maken de kinderen hem het leven zuur, maar door zijn onorthodoxe methoden dringt hij geleidelijk tot hen door. Helaas laat Bob zoals steeds alles weer in het honderd lopen en wordt hij ontslagen. Wanneer Anne zich realiseert dat hij veel beter is voor de kinderen dan haar verwaande vriend Jacques, smeekt ze Bob om terug te keren en al snel bloeit er een romance tussen beiden.

## Rolverdeling
| Acteur             | Personage      |
| ------------------ | -------------- |
| Tom Green          | Bob Tree       |
| Brooke Shields     | Anne Jamieson  |
| Rob LaBelle        | Jacques        |
| Genevieve Buechner | Tess Jamieson  |
| Benjamin Smith     | Bates Jamieson |
| Valerie Tian       | Sophie         |
| Simon Callow       | Mr. Butler     |
| Nicole Potvin      | Morgan         |
| Iris Graham        | Mama Clara     |

## Release en ontvangst
Bob the Butler ging in het voorjaar van 2005 in première op het Aspen Comedy Festival. De film zou aanvankelijk in de bioscopen uitgebracht worden in oktober 2005, maar werd uiteindelijk op Disney Channel uitgezonden op 28 augustus 2005 in een meer kindvriendelijke versie. Op 20 december 2005 kwam de film uit op dvd.
Variety vond de film voorspelbaar en de grappen weinig origineel. In een recensie voor DVDtalk noemde Scott Weinberg de film "een van de slechtste komedies ooit".